# Михайловское (подмосковная усадьба)
«Михайловское» — крупная подмосковная усадьба, отстроенная генералом Михаилом Кречетниковым (1729—1793), видным деятелем екатерининского царствования, на берегу Пахры в Подольском уезде Московской губернии (с 2012 года Троицкий административный округ Москвы). Ближайший населённый пункт — деревня Новомихайловское.

## Усадьба Кречетникова
Деревенька Бынево перешла во владении рода Кречетниковых после событий Смутного времени. Двухэтажный дом с протяжённым фасадом, мезонином и вензелями «М. К.» на балконах был выстроен на средства тульского и рязанского наместника М. Н. Кречетникова. В 1784 году имение посетил А. Т. Болотов:

Я нашёл у наместника тут прекрасный каменный дом, во всем почти подобный нашему богородицкому, и распрекраснейшую усадьбу. Он жил тут как бы какой английский лорд, и всё у него прибрано тут по-боярски. Позади дома находился регулярный сад, со множеством беседок и разных домиков, а перед домом обширное место с несколькими прудами, а за ними увидал реку Пахру, протекающую прекрасной излучиной, а за оною и по сторонам прекрасный лес и рощи. Словом, положение места было пышное и такое, что я инако оное, равно как и всё то, что им сделано было, хвалить должен.
Планировка кирпичного двухэтажного усадебного дома с подвалом и мезонином была характерна для своего времени. На верхнем этаже помещалась анфилада парадных комнат овальной формы, а в самом центре — круглый двусветный зал. По сторонам партера были симметрично поставлены двухъярусные башни, в одной из которых была сушильня, а в другой — колокольня усадебной церкви. Хозяйственные службы и домовая церковь, освящённая в честь небесного покровителя барина, Михаила Архангела, были соединены с домом переходами.
Выслушав советы Болотова по усовершенствованию усадебного хозяйства, Кречетников со смехом ответил: «Нет, нет, Андрей Тимофеевич, впредь ты ко мне, пожалуй, сюда не езди, а то ты меня заведешь в бесконечные хлопоты и убытки своими заманчивыми предложениями».

## Усадьба Шереметевых
Безбрачный генерал Кречетников не оставил прямых наследников. Во время нашествия французов, которые останавливались в Михайловском в 1812 году, усадебный дом не был заселён. В том же году его приобрела Мария Семёновна Бахметева, фаворитка другого екатерининского деятеля, графа Орлова-Чесменского. В 1826 году имение унаследовал её племянник С. В. Шереметев, После его смерти в 1834 году оно перешло к А. С. Мусину-Пушкину, насадившему в теплицах и оранжереях сливы и персики чудесного вкуса, о которых, по свидетельству современника, рассказывал всем «с чувством умиления».
С началом Великих реформ усадьба была продана, но в 1870 году Сергей Шереметев вернул её шереметевскому роду, взяв для покупки кредит. Именно в этой усадьбе, а не в дедовском Кускове или Останкине, его семейство проводило каждое лето, выезжало на охоту и весело справляло именины. По сторонам от главного дома по проекту Н. В. Султанова были построены новые корпуса), в которые С. Д. Шереметев перевёз свои библиотеку и картинную галерею. Жена владельца Екатерина Павловна (внучка поэта П. А. Вяземского) за создание в Михайловском естественно-исторического музея была избрана почётным членом Русского ботанического общества.
«С 1870 года Михайловское служит нам дорогим убежищем, родным и памятным. Здесь протекали лучшие годы жизни, и здесь же наросло и стало на ноги молодое поколение», — писал владелец усадьбы. Он тщательно разобрал хранившиеся в доме бумаги прежних владельцев, включая переписку Бахметьевой с Орловым-Чесменским и его дочерью, и опубликовал их в 2-х томах. Шуточную «тайную канцелярию» по сортировке и переписке документов «возглавлял его превосходительство генерал Н. П. Барсуков. Действительным переписчиком являлся 16-летний Дмитрий Шереметев, действительным секретарем 10-летний Пётр, а переписчиками тайной канцелярии в тайном подвале были 15-летний Павел (будущий затворник Напрудной башни Новодевичьего монастыря) и 13-летняя Анна».

## Дом отдыха
В 1918 году усадьба Шереметевых была национализирована и объявлена музеем дворянского быта. Однако уже в 1920-е гг. в графские интерьеры въехал дом отдыха Общества политкаторжан. Башни-павильоны и церковь снесли. В послевоенное время в Михайловском помещался санаторий Министерства угольной промышленности. Как результат, усадебно-парковый ансамбль XVIII века скрыт от проезжающих по Калужскому шоссе современными корпусами ОАО «Курорт Михайловское».
С 2004 года ведётся застройка прилегающей территории (коттеджный комплекс «Графская усадьба»). При этом главный дом долгое время был заброшен и стоял без стёкол. С 2007 года предпринимались попытки консервации этого памятника. В 2012 году усадьба была передана Москве. В 2023 году были укреплены фундаменты и отреставрированы фасады двух построек усадьбы — западной и восточной часовен.
В ноябре 2023 года в главном доме усадьбы начались противоаварийные работы, в ходе которых устранят протечки, установят рамы под несущие конструкции, разберут сильно поврежденные участки полов первого этажа. По словам Мосгорнаследия, в будущем будет разработан проект по консервации и реставрации белокаменной лестницы и мостиков у фасада главного дома.

## Усадебный парк
На круглой площадке сзади господского дома сходятся восемь дорожек английского парка, переходящего в лес. Они спускаются к речке Язовке, где с помощью запруды был устроен большой пруд, через который перекинут белокаменный мостик. Марья Бахметева стремилась превратить Михайловский парк в один из лучших в Подмосковье. Как и в других подобных парках, здесь когда-то имелись каменная беседка и искусственный грот. После Октябрьской революции парк одичал и зарос, пруды запущены.
В конце XIX века графиня Екатерина Шереметева при содействии профессора Ф. В. Бухгольца устроила на приусадебной территории небольшой ботанический сад: в одной части грядки, где летом собирался живой материал, в другой — клумбы с высаженными растениями по семействам.

## Источник
- Шереметев С. Д. Михайловское: [Ист. очерк]. — М.: Синод. тип., 1906. — 148 с.